# Kristina Åberg
Ulla Kristina Åberg, född 11 januari 1962 i Ljusdal, Hälsingland, är en svensk filmproducent, journalist och VD för filmproduktionsbolaget Atmo, som hon också var med och grundade 1999. 
Åberg är utbildad journalist med erfarenhet från internationella konflikter, till exempel Sydafrika, Israel/Palestina, forna Jugoslavien och Libanon. 
Hon har ofta samarbetat med regissören Tarik Saleh. Hon har till exempel producerat hans filmer Metropia (2009), Tommy (2014), The Nile Hilton Incident (2017) och Boy from Heaven (2022). Vidare har hon även varit producent för dokuemntärfilmen Ångrarna (Guldbaggebelönad 2011) av Marcus Lindeen och exekutiv producent för Videocracy (2009) samt Apflickorna (2011). Hon har även producerat The Voice av Johan Söderberg med mera.   
Åberg fick 2010 års Lorens-pris vid Göteborgs filmfestival för sin roll som producent för Metropia. Som producent belönades Åberg med Juryns stora pris vid Sundance Film Festival 2017 och en Guldbagge för Bästa film för The Nile Hilton Incident på Guldbaggegalan 2018.

## Filmografi i urval
- 2006 – Gitmo – Krigets nya spelregler
- 2009 – Metropia
- 2009 – Videocracy
- 2010 – Ångrarna
- 2011 – Apflickorna
- 2014 – Tommy
- 2017 – The Nile Hilton Incident
- 2019 – Eld & lågor
- 2022 – Boy from Heaven